# Чабанов (хутор)
Чабанов — хутор в Теучежском муниципальном районе Республики Адыгея России.
Входит в состав Габукайского сельского поселения.

## Население
| 1926 | 2002 | 2010 | 2013 | 2014 | 2015 | 2016 |
| ---- | ---- | ---- | ---- | ---- | ---- | ---- |
| 259  | ↘41  | ↘36  | →36  | ↗37  | ↘34  | ↗35  |
| 2017 | 2018 | 2019 | 2020 | 2021 | 2023 | 2024 |
| ↘33  | ↗35  | ↘34  | →34  | ↘26  | ↗31  | ↗34  |

По данным Всероссийской переписи населения 2021 года:
| Народ   | Численность, чел. | Доля от всего населения, % |
| ------- | ----------------- | -------------------------- |
| русские | 22                | 84,62 %                    |
| адыги   | 4                 | 15,38 %                    |
| всего   | 26                | 100,0 %                    |

## География

### Улицы
- 60 лет Октября,
- Кирова.